# كاريداد فيزكاي
كاريداد فيزكاي مواليد 21 فبراير 1978، هي لاعبة كرة يد كوبية تلعب كحارس مرمى. مثلت منتخب كوبا لكرة اليد للسيدات.

## سجل المنافسة
شاركت في البطولات التالية:
- بطولة العالم لكرة اليد للسيدات 2015